# Manuel Alonso Borriño
Manuel Alonso Borriño (San Vicente de Alcántara, Badajoz, 1938-Navalmoral de la Mata, 2006) fue un músico, compositor, pianista y director de orquesta español.

## Trayectoria artística
Su padre Manuel Alonso era el director de la Banda Municipal. Estudió en el Conservatorio de Badajoz y más tarde en Madrid, vivió entre otros lugares en Dos Hermanas y en La Codosera, donde está enterrado. Fue Director de la Orquesta Nacional de Persia cuando todavía reinaba el Sha de Persia, también estuvo en el Líbano en los años 70.
El maestro Manuel Alonso dirigió la orquesta de los programas de televisión Gente Joven y Cantares en Televisión Española, por donde pasaron todas las estrellas de la copla. Participó en la banda sonora de la película "La madrastra" (1974) de Roberto Gavaldón. Acompañó a Concha Márquez Piquer, dirigiendo la orquesta en todas sus giras. También fue pianista para Juanita Reina.
Fue compositor de muchas canciones para diversos cantantes, en ocasiones utilizó el seudónimo Alcántara para firmar sus obras. Entre ellas, en 1989 del primer disco que grabó Joana Jiménez, la ganadora de Se llama copla, un LP titulado “Esa paloma” con temas compuestos especialmente para ella. En 2015 el Ayuntamiento de Laguna de Duero (Valladolid) acordó aprobar la adopción como Himno Municipal de Laguna de Duero la obra titulada “Himno de Laguna de Duero” cuyo autor fue Manuel Alonso Borriño y que fue compuesta cuando prestaba sus servicios como Monitor de la Banda de Música de ese municipio.